# Acropora danai
Acropora danai är en korallart som först beskrevs av Milne Edwards och Jules Haime 1860.  Acropora danai ingår i släktet Acropora och familjen Acroporidae. Inga underarter finns listade i Catalogue of Life.